# Věžový vodojem (Chotěboř)
Věžový vodojem je bývalá vodárenská věž, která stojí u silnice II/345 jihovýchodně od Chotěboře v okrese Havlíčkův Brod.

## Historie
Výstavba věžového vodojemu souvisela se zahájením provozu železniční stanice Chotěboř v roce 1841. V jejím obvodu byl společností Rakouská severozápadní dráha (ÖNWB) postaven vodojem, který měl problém se zajištěním vody. Tento problém vyřešila výstavba čerpací stanice u řeky Doubrava a věžového vodojemu v roce 1879 podle projektu architekta Carla Schlimpa. Vodojem a čerpací stanice náležely pod výtopnu v té době Německý Brod. V roce 1961 majitel ČSD čerpací stanici a věžový vodojem prodal, obě stavby byly přestavěny na bytové jednotky. Od roku 1941 drážní vodojem dodával vodu do vodních nádrží muničního skladu Luftwaffe v Sobíňově. Nejprve do nádrží o objemu 100 m³ a 50 m³, později v listopadu 1941 byl vybudován velký vodojem o objemu 300 m³. Parní provoz na železnici byl ukončen v roce 1953, věžový vodojem pak krátkou dobu dodával vodu pro kotle elektrárny v Chotěbořských strojírnách.

## Popis
Věžový vodojem je samostatně stojící zděná omítaná čtyřpodlažní stavba postavena na půdorysu čtverce se skosenými rohy o rozměrech 7,5 × 8,5 m. Věž je vysoká 25 m (16 m podle zdroje). První a druhé nadzemní podlaží je vyzděno z kamene doplněné cihlovým zdivem (detaily), síla zdi byla 1,30 m. Třetí a čtvrté nadzemní patro bylo vyzděné cihlou o síle zdi 0,80 m ve třetím podlaží a 0,45 m ve čtvrtém podlaží. Přízemí sloužilo jako sklad paliva. Ve druhém a třetím podlaží byly obytné místnosti pro obsluhu o rozměrech 5 × 4,5 m. Ve čtvrtém podlaží byla umístěna kruhová nýtovaná plechová nádrž o  objemu 52 m³. Výška nádrže byla 3,2 m a síla plechu 5 mm. Mezi stěnou nádrže a cihelnou stěnou byl prostor o šířce 0,60 m pro údržbu a jako tepelná izolace proti zamrzání vody.

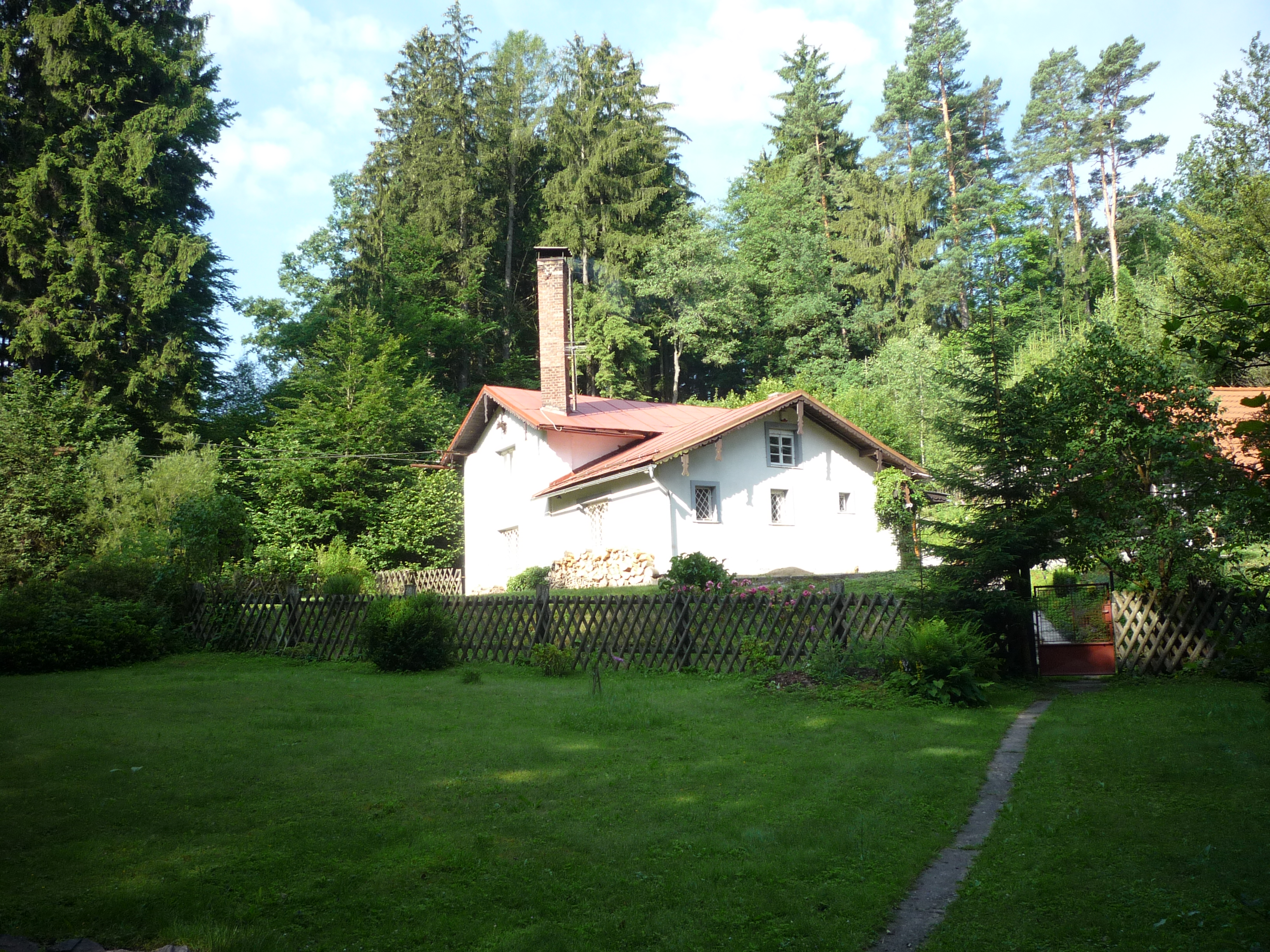
Bývalá čerpací stanice

Čerpací stanice u řeky Doubravy byla vybavena výtlačným čerpadlem poháněným parním strojem o výkonu 20 HP a parním kotlem. Parní kotel byl nahrazen elektromotorem v roce 1952. Z čerpací stanice byla říční voda čerpána ze studny do věžového vodojemu odkud samospádem litinovým potrubím o průměru 150 mm a samospádem doplňovala drážní vodojem. Z drážního vodojemu voda opět samospádem mířila k vodním jeřábům ke zbrojení parních lokomotiv vodou. Fasáda má hladké omítky. Věž je mezi třetím a čtvrtým podlažím členěna konzolovou římsou.
Podle dobových fotografií bylo v přízemí ve stěnách jedno podélné okno, v prvním a druhém patře byla podvojná sdružená obdélná úzká okna s cihlovým záklenkem. Okna byla v obdélné vpadlině ukončené cihlovým segmentovým obloukem. Ve třetím patře ve stěnách byla sdružená tři  úzká obdélná okna a v okoseném rohu obdélné úzké slepé okno. Moderní úpravy nahradily tato okna velkoplošnými okny na některých místech byly odstraněny nadokenní římsy. Sedlová střecha je přesahující.